# A1689-zD1
A1689-zD1 es una de las galaxias más antiguas, y la más lejana descubierta desde febrero de 2008 hasta el descubrimiento de UDFy-38135539 en 2010.

## Características
Se encuentra a 12,8 mil millones de años luz (121.014.463.430.246.400.000.000.000 km). Por lo tanto, la observamos como era hace 12.800 millones de años, apenas unos 900 millones de años después del nacimiento del Universo, lo que representaría aproximadamente el 6,5% de su edad.
Es pobre en elementos químicos (hidrógeno, helio, berilio y litio). Su tamaño y masa es similar al de la Vía Láctea.

## Importancia del descubrimiento
Fue la galaxia más antigua conocida desde 2008, el año de su descubrimiento, y puede observarse como era en un momento de transformación en la Edad Oscura, poco después del Big Bang, pero antes de que la formación de estrellas constituyese un fenómeno habitual en el Universo.
Según declaraciones del astrónomo Garth Illingworth, de la Universidad de California en Santa Cruz y miembro del equipo de investigadores, «son las imágenes más detalladas de un objeto tan lejano tomadas hasta ahora».
Larry Bradley, de la Universidad Johns Hopkins y responsable del estudio, declaró que «esta galaxia es posiblemente una de las muchas que ayudó a terminar la Edad Oscura». También declaró: «los astrónomos están bastante seguros de que objetos de gran energía como los cuásares no tenían suficiente energía para terminar con la Edad Oscura del Universo. Pero muchas galaxias jóvenes formadas de estrellas podrían haber producido suficiente energía como para terminar con dicho período».
Según afirmó Holland Ford, también de la Universidad Johns Hopkins, «esta galaxia será una de las primeras que observaremos con el JWST».

## Tecnología usada
La galaxia se encuentra tan lejos que no aparece en las imágenes tomadas con la Cámara Avanzada para Sondeos (ACS, en inglés) del telescopio espacial Hubble. Por ello fue necesaria la NICMOS del Hubble y la cámara infrarroja del Spitzer, ambos telescopios de la NASA. Además, se aprovechó una lente gravitacional, en concreto, un grupo masivo de galaxias relativamente cercano en el firmamento a la galaxia descubierta, conocido como Abell 1689, que se encuentra a unos 2200 millones de años luz de distancia de la Tierra; con él se amplió mediante el efecto de la gravedad la luz procedente de A1689-zD1 -situada detrás- en un factor cercano a 10, haciendo así posible su captación.